# Manola xenocera
Manola xenocera är en tvåvingeart som beskrevs av Richter 1982. Manola xenocera ingår i släktet Manola och familjen parasitflugor. Inga underarter finns listade i Catalogue of Life.